# Aulonium
Aulonium es un género de coleóptero de la familia Zopheridae.

## Especies
Las especies de este género son:
- Aulonium bicolor (Herbst, 1797)
- Aulonium bidentatum Fabricius, 1801
- Aulonium cylindricum Hinton, 1936
- Aulonium grandis Dajoz, 1980
- Aulonium guyanense Dajoz, 1980
- Aulonium longicolle Dajoz, 1980
- Aulonium minutum Dajoz, 1980
- Aulonium parallelopedium Say, 1862
- Aulonium ruficorne (Olivier, 1790)
- Aulonium sulcicolle Wollaston, 1864
- Aulonium thoracicum Dajoz, 1980
- Aulonium trisulcum (Geoffroy, 1785)
- Aulonium ulmoides (Pascoe, 1860)
- Aulonium vicinum Dajoz, 1980